# Katharina V. Haderer
Katharina Viktoria Haderer (* 1988 in Baden (Niederösterreich)) ist eine österreichische Autorin der Phantastik.

## Leben und Werk
Katharina Viktoria Haderer schreibt seit ihrer frühen Jugend fantastische Romane. Nach ihrem Studium der Germanistik in Wien veröffentlichte sie ihr Debüt Das Herz im Glas 2014 im Selfpublishing. Es folgten Veröffentlichungen im Drachenmond Verlag; seit 2019 erscheint die Reihe Black Alchemy bei Droemer-Knaur. 2021 erschien von ihr der Heftroman Oase der Mutanten im Rahmen der Science-Fiction-Reihe ›Perry Rhodan WEGA‹. Haderer lebt in Bad Vöslau in Niederösterreich, wo sie neben ihren Tätigkeiten als Autorin, Illustratorin und Graphikerin auch als Pfadfinderleiterin tätig ist.

## Veröffentlichungen
- Blue Scales. Die Drachen von Talanis, Drachenmond Verlag, Hürth 2016, ISBN 978-3-95991-412-3.
- Green Scales. Die Drachen von Talanis, Drachenmond Verlag, Hürth 2017, ISBN 978-3-95991-313-3.
- Das Schwert der Totengöttin, Droemer Knaur, München 2019, ISBN 978-3-426-52452-7.
- Der Garten der schwarzen Lilien, Droemer Knaur, München 2020, ISBN 978-3-426-52526-5.
- Red Scales. Die Drachen von Talanis, Drachenmond Verlag, Hürth 2020, ISBN 978-3-95991-463-5.
- Der Herrscher des Waldes, Droemer Knaur, München 2020, ISBN 978-3-426-52595-1.
- Oase der Mutanten, Perry Rhodan Wega (Miniserie) Nr. 7, Heinrich Bauer, Hamburg, 11. Juni 2021.

## Auszeichnungen (Auswahl)
- 2021: Thomas-Jorda-Preis[2]